# Chile nos Jogos Olímpicos de Inverno de 2006
O Chile mandou 9 competidores para os Jogos Olímpicos de Inverno de 2006, em Turim, na Itália. Dos nove atletas chilenos nesta edição, sete disputaram provas de esqui alpino, sendo a 30ª posição na prova de combinado feminino de Noelle Barahona o melhor resultado chileno na modalidade. O Chile teve representantes também no biatlo. A delegação não conquistou medalhas.

## Desempenho

### Biatlo
| Atleta         | Evento               | Final     | Final | Final |
| Atleta         | Evento               | Tempo     | Pen.  | Pos.  |
| -------------- | -------------------- | --------- | ----- | ----- |
| Verónica Isbej | Velocidade feminino  | 33:52.0   | 4     | 83    |
| Verónica Isbej | Individual feminino  | 1:14:55.3 | 7     | 81    |
| Marco Zúñiga   | Velocidade masculino | 33:38.1   | 1     | 89    |
| Marco Zúñiga   | Individual masculino | 1:11:02.5 | 5     | 87    |

### Esqui alpino
| Atleta             | Evento                   | Final      | Final      | Final      | Final   | Final |
| Atleta             | Evento                   | 1ª corrida | 2ª corrida | 3ª corrida | Total   | Pos.  |
| ------------------ | ------------------------ | ---------- | ---------- | ---------- | ------- | ----- |
| Daniela Anguita    | Super-G feminino         | DNS        | DNS        | DNS        | DNS     | DNS   |
| Noelle Barahona    | Combinado feminino       | 47.62      | 56.39      | 1:42.61    | 3:26.62 | 30    |
| Macarena Benvenuto | Super-G feminino         |            |            |            | 1:41.52 | 50    |
| Mikael Gayme       | Downhill masculino       |            |            |            | 1:55.73 | 41    |
| Mikael Gayme       | Super-G masculino        |            |            |            | 1:39.68 | 54    |
| Maui Gayme         | Downhill masculino       |            |            |            | 1:56.10 | 42    |
| Maui Gayme         | Super-G masculino        |            |            |            | 1:36.85 | 47    |
| Duncan Grob        | Super-G masculino        |            |            |            | 1:36.24 | 44    |
| Duncan Grob        | Slalom gigante masculino | DNS        | DNS        | DNS        | DNS     | DNS   |
| Jorge Mandru       | Downhill masculino       |            |            |            | 1:58.77 | 49    |
| Jorge Mandru       | Combinado masculino      | 52.92      | DSQ        | DSQ        | DSQ     | DSQ   |

Legenda
| Recorde mundial      | Recorde mundial (World record)               |                       | Recorde africano                      | Recorde africano (African) |                                           | Q | Classificado por posição (Qualified) |
| Recorde olímpico     | Recorde olímpico (Olympic record)            | Recorde da América    | Recorde da América (Americas)         | q                          | Classificado por melhor tempo (Qualified) |   |                                      |
| Melhor marca do ano  | Melhor marca do ano (World leading)          | Recorde asiático      | Recorde asiático (Asian)              | DNS                        | Não largou (Did not start)                |   |                                      |
| Recorde nacional     | Recorde nacional (National record)           | Recorde europeu       | Recorde europeu (European)            | DNF                        | Não terminou (Did not finish)             |   |                                      |
| Recorde pessoal      | Recorde pessoal do atleta (Personal best)    | Recorde da Oceania    | Recorde da Oceania (Oceania)          | DSQ / DQ                   | Desclassificado (Disqualified)            |   |                                      |
| Recorde da temporada | Recorde da temporada do atleta (Season best) | Recorde sul-americano | Recorde sul-americano (South America) | NM                         | Sem marca (No mark)                       |   |                                      |